# New Croton Reservoir
New Croton Reservoir – zbiornik retencyjny w stanie Nowy Jork, w hrabstwie Westchester, należący do sieci wodociągowej miasta Nowy Jork, utworzony na rzece Croton. Został oddany do użytku w 1905 roku, utworzono go poprzez powiększenie o wiele mniejszego Croton Reservoir, który powstał w 1842 r., i był pierwszym źródłem wody pitnej dla Nowego Jorku. 
Powierzchnia zbiornika wynosi 2182 akry (8,83 km2), maksymalna głębia to 120 stóp (37 m). Lustro wody położone jest 200 stóp (61 m) n.p.m. Zbiornik mieści 19 000 000 galonów amerykańskich (72 000 m3) wody.
Woda wypływa ze zbiornika poprzez Akwedukt New Croton, i wpływa następnie do Jerome Park Reservoir. Przez zbiornik przechodzi także Akwedukt Catskill.
Poprzez położenie na rzece Croton zbiornik należy do działu wodnego rzeki Hudson.
Zbiornik jest bezpośrednio połączony z Muscoot Reservoir.
Rzeki uchodzące do zbiornika to: Kisco, Cornell Brook oraz Hunter Brook.